# Giovanni Rovetta
Giovanni Rovetta (1596-1668) fue un compositor italiano, maestro de capilla de la insigne Capilla Marciana de la Basílica de San Marcos de Venecia.
Su carrera entera transcurrió en San Marcos, como corista, instrumentista, bajo, vicemaestro de Monteverdi, y más tarde su sucesor desde 1664 hasta su muerte. Sus composiciones incluyen dos óperas, algunos volúmenes de madrigales, y una gran cantidad de música sacra, sobre todo misas, salmos y motetes.  
En su estilo parece tener una decisiva influencia la obra monteverdiana, aunque en ciertas composiciones escribe con un encanto melódico diferente. Una misa ceremonial de 1639 se considera una de sus obras más logradas.   
Fue hijo y nieto de violinistas activos en escuelas e iglesias venecianas, Giacomo Rovetta y Alberto Rovetta, respectivamente.